# روزا ديكسون بوزر
روزا ديكسون بوزر (بالإنجليزية: Rosa Dixon Bowser) هي مربية أمريكية، ولدت في 7 يناير 1855 في مقاطعة أميليا في الولايات المتحدة، وتوفيت في 7 فبراير 1931 في ريتشموند في الولايات المتحدة.